# Listă de echipamente ale Armatei Române
Aceasta este o listă de echipamente ale Armatei Române în serviciu și/sau în depozite.

## Forțele Terestre Române
| Model                                                                    | Imagine                 | Origine                     | Tip                                      | Variante                                                      | Cantitate               | Detalii |
| Tanc principal de luptă                                                  | Tanc principal de luptă | Tanc principal de luptă     | Tanc principal de luptă                  | Tanc principal de luptă                                       | Tanc principal de luptă | Tanc principal de luptă |
| ------------------------------------------------------------------------ | ----------------------- | --------------------------- | ---------------------------------------- | ------------------------------------------------------------- | ----------------------- | --- |
| M1 Abrams                                                                |                         | Statele Unite ale Americii  | Tanc principal de luptă                  | M1A2R                                                         | 0/54                    | România va achiziționa tancuri Abrams din SUA, dar TR-85M1 vor rămâne în dotare. Achiziția de 54 tancuri Abrams și 12 derivate a fost aprobată de Congresul Statelor Unite ale Americii pe 9 Noiembrie 2023. |
| TR-85                                                                    |                         | România                     | Tanc principal de luptă                  | TR-85 TR-85M1 Bizon                                           | 103-226 54              | Principalul tanc de luptă din armata română. |
| TR-580                                                                   |                         | România                     | Tanc principal de luptă                  | TR-580                                                        | 9                       | Variantă românească a tancului sovietic T-55 |
| T-55                                                                     |                         | Uniunea Sovietică           | Tanc principal de luptă                  | T-55AM T-55AM2                                                | 120                     | Active în două batalioane. |
| Vehicule de luptă ale infanteriei                                        |                         |                             |                                          |                                                               |                         | |
| MLI-84                                                                   |                         | România                     | Mașină de luptă a infanteriei            | MLI-84 MLI-84M Jder                                           | 23-41 101               | BMP-1 modificat construit sub licență . MLI-84M este o variantă modernizată echipată cu un tun 25 mm Oerlikon și rachete Spike. |
| Mowag Piranha V                                                          |                         | Elveția · România           | Mașină de luptă a infanteriei            | Punct mobil de comandăMEDEVACCBRNMortierVehicul de recuperare | 141                     | 227 de unități comandate; 36 au sosit de la fabrica MOWAG din Elveția in 13 februarie 2020, urmând că 3 zile mai târziu să ajungă în România intrând în serviciu. Alte 58 au fost asamblate în România, iar restul de 133 vor fi produse și asamblate în România. Programul va fi extins cu încă 150 de unități.                       |
| Transportoare blindate                                                   |                         |                             |                                          |                                                               |                         | |
| MLVM                                                                     |                         | România                     | Transportor blindat pentru trupe         | MLVMMLVM MMLVM-ARABALAmbulanță                                | 76                      | Mașină de luptă a infanteriei pentru terenuri muntoase. Este clasificat de către ONU ca un transportor blindat din cauza blindajului și armamentului ușor. Este folosit de către vânători de munte. |
| TAB B33 Zimbru                                                           |                         | România                     | Transportor blindat pentru trupe         |                                                               | 69                      | BTR-80 produs in România sub licență cu un număr de modificări. |
| TAB-77                                                                   |                         | România                     | Transportor blindat pentru trupe         | TAB-77MTAB-77ATAB-77A-PCOMATERA-77L                           | 155                     | BTR-70 modificat produs în România. |
| TAB-71                                                                   |                         | România                     | Transportor blindat pentru trupe         | TAB-71MTAB-71ATAB-71ARTERA-71L                                | 211                     | BTR-60 fabricat sub licență. Urmează să fie înlocuit prin programul național „Transportor blindat pentru trupe 8×8” |
| TABC-79                                                                  |                         | România                     | Transportor blindat pentru trupe         | TAB-CTAB-79A-PCOMATAB-79AR                                    | 402                     | |
| Mowag Piranha III                                                        |                         | Elveția                     | Transportor blindat pentru trupe         | Piranha IIIC                                                  | 43                      | Cu blindaj îmbunătățit de către Plasan Sasa (Israel) |
| Assault Amphibious Vehicle⁠(en)[traduceți]                                |                         | Statele Unite ale Americii  | Transportor blindat amfibiu              | AAVP-7A1AAVC-7A1AAVR-7A1                                      | 0/160/30/2              | Achiziție aprobată în iulie 2023. |
| Vehicule blindate                                                        |                         |                             |                                          |                                                               |                         | |
| HMMWV                                                                    |                         | Statele Unite ale Americii  | Vehicul blindat cu multiple utilizări    | M1113M1114                                                    | 30022                   | M1114 cu blindaj îmbunătățit; A fost folosit de către trupele ISAF în Afghanistan |
| Stimpex Dracon                                                           |                         | România                     | Vehicul blindat cu multiple utilizări    |                                                               | 1                       | Folosit de Centrul de operații psihologice „Samoilă Mârza”. |
| Oshkosh JLTV                                                             |                         | Statele Unite ale Americii  | Vehicul blindat 4x4                      | M1278A1 Heavy Gun Carrier                                     | 33/129                  | Oshkosh a fost deja selectată cu vehicule JLTV, pentru înzestrarea Forțelor de Operații Speciale ale României. |
| URO VAMTAC                                                               |                         | Spania                      | Vehicul blindat cu multiple utilizări    | S3S3-HDST5ST5 BN2                                             | 82204+0/24              | Folosit de către Forțele pentru Operații Speciale |
| Autoblindat Wolf                                                         |                         | Israel                      | Vehicul blindat cu multiple utilizări    |                                                               | 3                       | Folosite de către poliția militară |
| Panhard PVP⁠(fr)[traduceți]                                               |                         | Franța                      | Vehicul blindat cu multiple utilizări    |                                                               | 16                      | |
| Vehicule blindate rezistente la mine și protejate împotriva ambuscadelor |                         |                             |                                          |                                                               |                         | |
| Cougar⁠(en)[traduceți]                                                    |                         | Statele Unite ale Americii  | MRAP                                     | Cougar HE                                                     | 4                       | |
| Vehicule genistice                                                       |                         |                             |                                          |                                                               |                         | |
| DMT-85M1                                                                 |                         | România                     | Vehicul blindat specializat de geniu     |                                                               | 5                       | Vehicul blindat specializat de geniu bazat pe șasiul de la TR-85M1 cu o macara de 6.5 tone și un plug de curățare a minelor de tipul Pearson's TWMP . 5 au fost construite între anii 2007 și 2009 |
| M1150 Assault Breacher Vehicle⁠(en)[traduceți]                            |                         | Statele Unite ale Americii  | Vehicul blindat specializat de geniu     |                                                               | 0/4                     | |
| TER TR-85                                                                |                         | România                     | Vehicul de recuperare blindat            |                                                               | Necunoscut              | Bazat pe șasiul de la TR-85. Urmează să fie inlocuite cu o versiune nouă bazată pe șasiul de la TR-85M1 |
| M88 Recovery Vehicle⁠(en)[traduceți]                                      |                         | Statele Unite ale Americii  | Vehicul de recuperare blindat            | M88A2 HERCULES                                                | 0/4                     | |
| TEHEVAC MLI-84M                                                          |                         | România                     | Vehicul de recuperare blindat            |                                                               | 3                       | Bazat pe șasiul de la MLI-84M. Motor de 400 CP și macara cu sarcina maximă de 2,2 tone |
| BPZ-2                                                                    |                         | Germania                    | Vehicul de recuperare blindat            |                                                               | 3                       | Primit împreună cu Gepard de la KMW |
| MEDEVAC MLI-84M                                                          |                         | România                     | Vehicul blindat pentru evacuare medicală |                                                               | Necunoscut              | |
| PMA                                                                      |                         | Republica Democrată Germană | Vehicul blindat lansator de poduri       | BLG-67M                                                       | 43                      | Utilizate de către unitățile de geniu. |
| M1110 Joint Assault Bridge⁠(en)[traduceți]                                |                         | Statele Unite ale Americii  | Vehicul blindat lansator de poduri       |                                                               | 0/4                     | |
| Matenin⁠(fr)[traduceți] NX 7                                              |                         | Franța                      | Excavator de tranșee                     | NX 7 B3                                                       | Necunoscut              | Utilizate de către unitățile de geniu |
| MFRD⁠(fr)[traduceți]                                                      |                         | Franța                      | Mașină de forat rapid pentru distrugeri  |                                                               | Necunoscut              | Utilizate de către unitățile de geniu |
| AMT 125                                                                  |                         | România                     | Macara                                   |                                                               | Necunoscut              | Utilizate de către unitățile de geniu |
| AMT 950                                                                  |                         | România                     | Macara                                   |                                                               | Necunoscut              | Utilizate de către unitățile de geniu |
| Grove                                                                    |                         | Germania                    | Macara                                   | GMK5150                                                       | Necunoscut              | În serviciul Comandamentului Logistic Întrunit. |
| Autogreder                                                               |                         | România                     | Autogreder                               | AG-180                                                        | Necunoscut              | Utilizate de către unitățile de geniu |
| SŁ-34                                                                    |                         | Polonia                     | Autoîncărcător                           |                                                               | Necunoscut              | Utilizate de către unitățile de geniu |
| Buldozer                                                                 |                         | România                     | Buldozer                                 | S.1500L.S.                                                    | Necunoscut              | Utilizate de către unitățile de inginerie militare |
| VW Transporter                                                           |                         | Germania                    | Furgonetă                                | SIBCRA                                                        | Necunoscut              | Autospeciala SIBCRA ce permite prelevarea agenților chimici, biologici și radiologici, identificarea agenților chimici și radiologici, monitorizarea stand-off a agenților chimici și radiologici, transportul probelor în siguranță, decontaminarea imediată a echipamentelor de protecție a echipamentelor de protecție individuală. |
| Mercedes-Benz Sprinter                                                   |                         | Germania                    | Furgonetă                                |                                                               | Necunoscut              | Folosit pentru transport și posturi de radio |
| Citroën Jumper                                                           |                         | Franța                      | Furgonetă                                |                                                               | Necunoscut              | Folosit pentru MEDEVAC. |
| Roboți de intervenție pentru eliminarea munițiilor explozive             |                         |                             |                                          |                                                               |                         | |
| PIAP Gryf                                                                |                         | Polonia                     | Robot militar                            |                                                               | Necunoscut              | |
| Foster-Miller TALON⁠(en)[traduceți]                                       |                         | Statele Unite ale Americii  | Robot militar șenilat                    |                                                               | Necunoscut              | |
| CALIBER T5                                                               |                         | Canada                      | Robot militar șenilat                    |                                                               | Necunoscut              | |
| Vehicule neblindate                                                      |                         |                             |                                          |                                                               |                         | |
| Chevrolet LSSV Tahoe⁠(en)[traduceți]                                      |                         | Statele Unite ale Americii  | Vehicul de comandă 4x4                   |                                                               | 17                      | Echipat cu radio Harris. |
| Jeep Wrangler                                                            |                         | Statele Unite ale Americii  | Four-wheel drive command vehicle         |                                                               | Necunoscut              | Echipat cu radiouri Harris 400W cu frecvență înaltă, scurtă și microunde. |
| Dacia Duster                                                             |                         | România                     | Vehicul 4x4                              |                                                               | 886+                    | Număr în creștere; un număr mic modificate pentru folosirea CBRNE. |
| Technamm                                                                 |                         | Franța Japonia              | Vehicul utilitar usor                    | Jankel Fox de la Masstech                                     | 5+                      | Toyota Land Cruiser modificat pentru a fi folosit de forțele speciale |
| Polaris⁠(en)[traduceți] ATV                                               |                         | Statele Unite ale Americii  | ATV                                      | Ranger 6x6Sportsman 4x4                                       | 143+                    | Ranger 6x6 folosite de forțele speciale. |
| Polaris DAGOR                                                            |                         | Statele Unite ale Americii  | Vehicul ușor de teren                    | DAGOR A1                                                      | 4/50                    | [ 39 ] |
| Polaris MRZR                                                             |                         | Statele Unite ale Americii  | Vehicul ușor de teren                    | MRZR Diesel                                                   | Necunoscut              | Folosite de forțele speciale. |
| Arctic Cat⁠(en)[traduceți] Prowler                                        |                         | Statele Unite ale Americii  | Vehicul ușor de teren                    | XT 1000                                                       | Necunoscut              | Folosit de unitățile de Vânători de munte. |
| TGB⁠(en)[traduceți] ATV                                                   |                         | Taiwan                      | Vehicul ușor de teren                    | Blade 1000 LT EPS                                             | Necunoscut              | Folosit de unitățile de Vânători de munte. |
| Camioane                                                                 |                         |                             |                                          |                                                               |                         | |
| IVECO                                                                    |                         | Italia                      | Autocamion                               |                                                               | 1172                    | Număr în creștere după ce au fost cumparate încă 173 autocamioane, modele 6x6 |
| DAC                                                                      |                         | România                     | Autocamion                               | 665T/G 6×6443T 4×4887R 8×811.154 4×415.240 6×616.230 4×4      | Necunoscut              | Șasiul de la DAC 665T este folosit și pentru aruncătorul de proiectile APR-40 iar varianta îmbunătățită APRA-40 folosește șasiul de la DAC 15.215 DFAEG |
| FMTV⁠(en)[traduceți]                                                      |                         | Statele Unite ale Americii  | Autocamion                               | M1084A1P2M1089A1P2                                            | 5410                    | Vehicule de sprijin pentru HIMARS. |
| ROMAN                                                                    |                         | România                     | Autocamion                               | 16.310 FAEG22.310 DFAEG26.360 DFAEG26.410 DFAEG               | Necunoscut              | Folosit ca șasiu pentru LAROM, ATROM și ca vehicul de transport |
| Oshkosh M1070⁠(en)[traduceți]                                             |                         | Statele Unite ale Americii  | Autocamion                               | M1300                                                         | Necunoscut              | |
| HEMTT⁠(en)[traduceți]                                                     |                         | Statele Unite ale Americii  | Autocamion                               | M978A4M1120                                                   | Necunoscut              | |
| MAN                                                                      |                         | Germania                    | Autocamion                               | TGS 18.400                                                    | Necunoscut              | În serviciul Comandamentului Logistic Întrunit. |

### Echipament special genistic
| Model                     | Imagine      | Tip                | Origine      | Cantitate    | Detalii |
| Ambarcațiuni              | Ambarcațiuni | Ambarcațiuni       | Ambarcațiuni | Ambarcațiuni | Ambarcațiuni |
| ------------------------- | ------------ | ------------------ | ------------ | ------------ | --- |
| DPM-4                     |              | Plantator de mine  | România      | Necunoscut   | Tractate de autocamioane DAC 6×6. Utilizate de către unitățile de geniu.                                                                                                  |
| BP-10                     |              | Barcă de asalt     | România      | Necunoscut   | Capacitate: 10 soldați |
| Zodiac⁠(en)[traduceți] MK3 |              | Barcă de asalt     | Franța       | Necunoscut   | Echipat cu un motor Evinrude Etec de 50 CP. |
| PR-71                     |              | Pod de pontoane    | România      | Necunoscut   | Utilizate de către unitățile de geniu |
| ST 140                    |              | Șalupă blindată    | România      | Necunoscut   | 3,5 tone, blindaj de 8–10 mm, motor de 140 CP. Utilizate de către unitățile de geniu pentru remorcarea pontoanelor; de asemenea, ele pot transporta până la 20 de soldați |
| MLC 240                   |              | Ceam autopropulsat | România      | 4            | Utilizate de către unitățile de geniu |
| MLC 300                   |              | Feribot            | România      | 4            | Utilizate de către unitățile de geniu |

### Artilerie
| Model                   | Imagine  | Calibru                                     | Origine                    | Cantitate  | Detalii |
| Mortiere                | Mortiere | Mortiere                                    | Mortiere                   | Mortiere   | Mortiere |
| ----------------------- | -------- | ------------------------------------------- | -------------------------- | ---------- | --- |
| M 1988                  |          | 60mm                                        | România                    | Necunoscut | Există două versiuni 2001: o versiune commando și o versiune cu raza marită |
| M 1977                  |          | 82mm                                        | România                    | 1351       | Disponibil și cu calibrul de 81 mm. |
| M 1982                  |          | 120mm                                       | România                    | 315        | |
| Obuziere                |          |                                             |                            |            | |
| M82                     |          | 76mm                                        | România                    | 82         | Obuziere folosite de unități de vânători de munte. Bazat pe tunul iugoslav de 76 mm M48 (B-1) poreclit „Tito". |
| M30M⁠(en)[traduceți]     |          | 122mm                                       | România                    | 202        | |
| M81                     |          | 152mm                                       | România                    | 320        | Construit pe baza Obuzierului sovietic 152 mm M1955 (D-20). |
| M85                     |          | 152mm                                       | România                    | 116        | Variantă a obuzierului M81, având performanțe similare cu obuzierul 2A65 "Msta-B" de 152mm. |
| Obuziere autopropulsate |          |                                             |                            |            | |
| K9 Thunder              |          | 155mm                                       | Coreea de Sud              | 0/54       | Varianta românească denumită K9 Tunet. |
| Lansatoare de rachete   |          |                                             |                            |            | |
| HIMARS                  |          | Lansator Multiplu de Rachete cu bătaie mare | Statele Unite ale Americii | 54         | Ultimul sistem livrat în 2024. |
| LAROM                   |          | Lansator multiplu de rachete                | România · Israel           | 54         | Are la bază aruncătorul APRA-40. |
| APR-40⁠(en)[traduceți]   |          | Lansator multiplu de rachete                | România                    | 135        | Varianta românească îmbunătățită a sistemului sovietic BM-21 Grad⁠(en)[traduceți]; dezvoltat mai târziu în APRA-40. |
| Radare de contrabaterie |          |                                             |                            |            | |
| AN/TPQ-53               |          | Radar de contrabaterie                      | Statele Unite ale Americii | 0/6        | Gigantul american Lockheed Martin va obține 129 milioane de dolari în urma unei modificări a contractului ce prevede livrarea către România a șase sisteme radar și echipamente conexe, se arată într-un comunicat dat publicității de Departamentul Apărării de la Washington pe data de 12 mai. Achiziția face referire la radarele de contrabaterie AN/TPQ53, solicitate de România în cadrul contractului pentru lansatoarele multiple de rachete cu bătaie mare HIMARS. |

### Armament antitanc
| Model                                     | Imagine         | Tip                                       | Origine                    | Număr           | Detalii                                                                                             |
| Tunuri tractate                           | Tunuri tractate | Tunuri tractate                           | Tunuri tractate            | Tunuri tractate | Tunuri tractate                                                                                     |
| ----------------------------------------- | --------------- | ----------------------------------------- | -------------------------- | --------------- | --------------------------------------------------------------------------------------------------- |
| M 1975/77                                 |                 | Tun antitanc de 100mm tractat             | România                    | 218             | Dotat cu sistem modern de control al focului de zi și noapte                                        |
| Vehicule de lansare a rachetelor antitanc |                 |                                           |                            |                 | |
| 9P122 "Malyutka"                          |                 | Vehicule de lansare a rachetelor antitanc | Uniunea Sovietică          | 90              | 12 9P122 Sagger B și 78 9P133 Sagger C                                                              |
| 9P148 "Konkurs"                           |                 | Vehicule de lansare a rachetelor antitanc | Uniunea Sovietică          | 48              | Capabil să lanseze și rachete 9K111 Fagot                                                           |
| Lansatoare de rachete portabile           |                 |                                           |                            |                 | |
| Spike                                     |                 | lansator antitanc                         | Israel                     | 3000            | Spike ER și Spike LR. Folosit pe MLI-84M Jderul, IAR 330 Puma SOCAT și portabile pentru infanterie. |
| AG-7⁠(en)[traduceți]                       |                 | Lansator de rachetă                       | România                    | Necunoscut      | Versiunea românească a RPG-7; armă antitanc standard al infanteriei la nivelul micilor unități      |
| AG-9                                      |                 | Pușcă fără recul de 73mm                  | România                    | Necunoscut      | Versiunea românească a SPG-9.                                                                       |
| 9K111 Fagot                               |                 | Rachetă antitanc                          | Uniunea Sovietică          | Necunoscut      | Achiziționat în anii 1980                                                                           |
| M72A5 LAW                                 |                 | Rachetă antitanc                          | Norvegia                   | 24              | Achiziționat de la Nammo Raufoss AS, Norvegia. Utilizat de forțele speciale                         |
| FGM-148 Javelin                           |                 | Rachetă antitanc                          | Statele Unite ale Americii | 0/26            | Utilizat de forțele speciale.                                                                       |

### Armament antiaerian
| Model                 | Imagine               | Tip                                      | Origine                    | Număr                 | Detalii |
| Artilerie antiaeriană | Artilerie antiaeriană | Artilerie antiaeriană                    | Artilerie antiaeriană      | Artilerie antiaeriană | Artilerie antiaeriană |
| --------------------- | --------------------- | ---------------------------------------- | -------------------------- | --------------------- | --- |
| ZU-2                  |                       | Mitralieră antiaeriană 2×14,5mm          | România                    | 60                    | Versiune de producție românească. Există și versiunea de 4x14,5mm denumit MR-4, în esență un ZPU-4, dar cu două roți                                  |
| M 1980/88             |                       | Tun antiaerian de 2×30mm                 | România                    | 300                   | |
| Oerlikon GDF-203      |                       | Tun antiaerian de 2×35mm                 | Elveția                    | 72                    | |
| Gepard                |                       | Sistem antiaerian autopropulsat blindat  | Germania                   | 36                    | Și 7 vehicule pentru piese de schimb |
| Rachete sol-aer       |                       |                                          |                            |                       | |
| 2K12 Kub              |                       | Sistem antiaerian autopropulsat          | Uniunea Sovietică          | 32                    | 8 baterii |
| MIM-104 Patriot       |                       | Rachetă sol-aer cu rază lungă de acțiune | Statele Unite ale Americii | 0/3 Baterii           | România este al 14-lea client de Patriot la nivel mondial. Primul sistem a sosit în 2020. Din totalul de 7 sisteme, 3 vor fi pentru Forțele Terestre. |
| 9K33 OSA              |                       | Sistem antiaerian autopropulsat          | Uniunea Sovietică          | 16                    | 4 baterii de 9K33M3 tip "OSA-AKM" (16 9A33B TELAR și 8 vehicule 9T217)                                                                                |
| CA-95                 |                       | Sistem antiaerian autopropulsat          | România                    | 48                    | Licență pe baza 9K31 Strela-1 (cod NATO: SA-9 „Gaskin") folosește vehicul de fabricație românească TABC-79 în loc de BRDM-2 sovietic                  |
| CA-94                 |                       | Rachetă antiaeriană portabilă            | România                    | 288                   | Include versiunea modernizată CA-94M |
| Chiron                |                       | Rachetă antiaeriană portabilă            | Coreea de Sud              | 54 (lansatoare)       | În total 54 lansatoare și 162 rachete comandate. |
| Sisteme anti-drone    |                       |                                          |                            |                       | |
| Skybeam               |                       | Sistem anti-dronă portabil               | Lituania Israel            | Necunoscut            | De la compania israeliană Skylock. |
| SILENTA 6001          |                       | Sistem anti-dronă portabil               | România                    | 30 (sisteme)          | Produse de compania BlueSpace. |
| NOCTUA 3101           |                       | Radar pasiv                              | România                    | 10 (sisteme)          | Produse de compania BlueSpace. |
| Elbit ReDrone         |                       | Sistem de război electronic contra drone | Israel                     | 0/8 (sisteme)         | Sistem multistrat integrat cu capabilități SIGINT, EW și EO. Produs de compania Elbit Systems.                                                        |

### Armament de infanterie
| Model                    | Imagine  | Calibru                | Tip                          | Origine                    | Detalii |
| Pistoale                 | Pistoale | Pistoale               | Pistoale                     | Pistoale                   | Pistoale |
| ------------------------ | -------- | ---------------------- | ---------------------------- | -------------------------- | --- |
| Pistol Md. 1995          |          | 9mm                    | Pistol                       | România                    | A nu se confunda cu modelul Carpați 1994                                                                                                |
| Pistol Md. 2000          |          | 9mm                    | Pistol                       | România                    | Variantă modernizată a pistolului semiautomat md. 1995. O nouă versiune a pistolului, denumită „Pandurul”, va intra în dotarea armatei. |
| Glock 17                 |          | 9mm                    | Pistol                       | Austria                    | Folosit de forțele pentru operații speciale (FOS) și trupele în misiuni                                                                 |
| Glock 19                 |          | 9mm                    | Pistol                       | Austria                    | Folosit de forțele speciale |
| SIG Sauer P226           |          | 9mm                    | Pistol                       | Elveția                    | Folosit de forțele speciale |
| Pistoale-mitralieră      |          |                        |                              |                            | |
| HK MP5                   |          | 9mm                    | Pistol-mitralieră            | Germania                   | Folosit de forțele speciale |
| HK UMP9                  |          | 9mm                    | Pistol-mitralieră            | Germania                   | Folosit de forțele speciale |
| Uzi                      |          | 9mm                    | Pistol-mitralieră            | Israel                     | MiniUzi folosit de poliția militară |
| Arme de asalt            |          |                        |                              |                            | |
| PA md. 86                |          | 5.45×39mm              | Pușcă de asalt               | România                    | Pușcă standard folosită de armată pe teatre de operațiuni.                                                                              |
| PM Md. 1963              |          | 7.62×39mm              | Pușcă de asalt               | România                    | Dotare pentru rezerviștii Marinei și Armatei.                                                                                           |
| Heckler & Koch G36       |          | 5.56×45mm NATO         | Pușcă de asalt               | Germania                   | Folosită de forțele speciale |
| SIG 551 LB               |          | 5.56x45mm NATO         | Pușcă de asalt               | Elveția                    | Folosită de forțele speciale |
| Steyr AUG                |          | 5.56x45mm NATO         | Pușcă de asalt               | Austria                    | Folosită de forțele speciale |
| M4A1                     |          | 5.56×45mm              | Pușcă de asalt               | Statele Unite ale Americii | Folosită de forțele speciale |
| Puști-mitraliere         |          |                        |                              |                            | |
| PM md. 93                |          | 5.45x39mm              | Pușcă-mitralieră             | România                    | Versiunea românească a RPK-74 |
| PM md. 64                |          | 7.62x39mm              | Pușcă-mitralieră             | România                    | Versiunea românească a RPK, puștă-mitralieă standard                                                                                    |
| M249                     |          | 5.56x45mm NATO         | Pușcă-mitralieră             | Statele Unite ale Americii | Versiunea americană a FN MINIMI. Folosită de trupele speciale                                                                           |
| Mitraliere               |          |                        |                              |                            | |
| Vektor SS-77             |          | 7.62x51mm NATO         | Mitralieră                   | Africa de Sud              | SS-77 MK1 |
| Mitraliera md. 66        |          | 7.62x54mmR             | Mitralieră                   | România                    | Versiunea românească a PKM, mitralieră standard                                                                                         |
| M240                     |          | 7.62x51mm NATO         | Mitralieră                   | Statele Unite ale Americii | Folosită de forțele speciale |
| Mitraliere grele         |          |                        |                              |                            | |
| DȘK                      |          | 12.7×108mm sau .50 BMG | Mitralieră grea              | România                    | De obicei montat pe vehicule, tancuri sau pe tripod                                                                                     |
| Browning M2HB QCB        |          | .50 BMG                | Mitralieră grea              | Statele Unite ale Americii | Montată pe vehicule |
| Puști cu lunetă          |          |                        |                              |                            | |
| PSL                      |          | 7.62x54mmR             | Pușcă semiautomată cu lunetă | România                    | Aspect similar SVD-ului rusesc, dar bazat pe mecanismul AK-47; disponibil și în 7.62x51mm NATO                                          |
| ArmaLite AR-10 SuperSASS |          | 7.62x51mm NATO         | Pușcă cu lunetă              | Statele Unite ale Americii | Folosită de trupele speciale |
| Brügger & Thomet APR     |          | 7.62x51mm NATO         | Pușcă cu lunetă              | Elveția                    | Folosită de trupele speciale |
| M110                     |          | 7.62×51mm              | Pușcă cu lunetă              | Statele Unite ale Americii | Folosită de trupele speciale |
| SIG Sauer SSG 3000       |          | 7.62×51mm              | Pușcă cu lunetă              | Germania                   | Folosită de trupele speciale |
| Barrett M82              |          | .50 BMG                | Pușcă anti-material          | Statele Unite ale Americii | Folosită de trupele speciale |
| Grenade                  |          |                        |                              |                            | |
| AG-40                    |          | 40mm                   | Lansator de grenade          | România                    | Versiunea P in 40x47mm și versiunea PN in 40x46mm NATO                                                                                  |
| F-1                      |          |                        | Grenadă defensivă            | România                    | |
| M-92                     |          |                        | Grenadă ofensivă             | România                    | |
| RG-42                    |          |                        | Grenadă ofensivă             | România                    | |
| RKG-3                    |          |                        | Grenadă anti-tanc            | România                    | Versiunea RKG-3E (EM) |
| GMM                      |          |                        | Grenadă multifuncțională     | România                    | Variante defensivă, ofensivă și HEAT.                                                                                                   |

### Mine
| Model   | Imagine | Tip                                        | Origine | Cantitate  | Detalii                                                     |
| ------- | ------- | ------------------------------------------ | ------- | ---------- | ----------------------------------------------------------- |
| MAI-75  |         | Mine activate pe bază de presiune          | România | 1940       | Folosite doar la antrenamente                               |
| MAI-68  |         | Mine activate pe bază de presiune          | România | 120+120    | 120 cu disc și 120 fără disc. Folosite doar la antrenamente |
| MAI-6   |         | Mine activate pe bază de presiune          | România | 90         | Folosite doar la antrenamente                               |
| MAI-2   |         | Mine activate pe bază de fir de declanșare | România | 110        | Folosite doar la antrenamente                               |
| MSS     |         | Mine antipersonal                          | România | 120        | Folosite doar la antrenamente                               |
| MAT-62B |         | Mină anti-tanc                             | România | Necunoscut |                                                             |
| MAT-76  |         | Mină anti-tanc                             | România | Necunoscut |                                                             |

### Aeronave
| Model                     | Imagine             | Origine                    | Tip                   | Cantitate                 | Detalii |
| Aeronave fără pilot       | Aeronave fără pilot | Aeronave fără pilot        | Aeronave fără pilot   | Aeronave fără pilot       | Aeronave fără pilot |
| ------------------------- | ------------------- | -------------------------- | --------------------- | ------------------------- | --- |
| Bayraktar TB2             |                     | Turcia                     | UCAV                  | 18                        | Ministerul Apărării Naționale a solicitat aprobarea prealabilă a Parlamentului pentru achiziția a trei sisteme de aeronave fără echipaj uman la bord Bayraktar TB2, iar Birourile permanente reunite au aprobat cererea în 2022. Contractul a fost semnat la data de 25 aprilie 2023. |
| ScanEagle                 |                     | Statele Unite ale Americii | Aeronavă fără pilot   | 10                        | Au fost folosite în Afganistan |
| AeroVironment RQ-11 Raven |                     | Statele Unite ale Americii | Aeronavă fără pilot   | Necunoscut                | În serviciu cu unitățile de infanterie. |
| AeroVironment Switchblade |                     | Statele Unite ale Americii | Muniție tip loitering | 0/25 (sisteme) Necunoscut | 25 sisteme SwitchBlade 300 cu o valoare de 176 milioane lei și un număr necunoscut de SwitchBlade 600 systems au fost cumpărate pe data de 26 septembrie 2024. |
| CFly Faith 2              |                     | China                      | Quadcopter            | Necunoscut                | În serviciul Comandamentulul Logistic Întrunit. |
| DJI                       |                     | China                      | Quadcopter            | 8+                        | Drone folosite de diverse unități pentru activități de supraveghere.Daniel Nițoiu (16 aprilie 2025). „Armata română a început să se antreneze printre blocurile din București. Ce s-a testat, în premieră, pentru lupta urbană”. stirileprotv.ro.</ref>                               |
| DJI                       |                     | China                      | Quadcopter            | 8+                        | Drone folosite de diverse unități pentru activități de supraveghere.Daniel Nițoiu (16 aprilie 2025). „Armata română a început să se antreneze printre blocurile din București. Ce s-a testat, în premieră, pentru lupta urbană”. stirileprotv.ro.</ref>                               |
| DJI                       |                     | China                      | Quadcopter            | 8+                        | Drone folosite de diverse unități pentru activități de supraveghere.Daniel Nițoiu (16 aprilie 2025). „Armata română a început să se antreneze printre blocurile din București. Ce s-a testat, în premieră, pentru lupta urbană”. stirileprotv.ro.</ref>                               |
| Phoenix 30                |                     | Statele Unite ale Americii | Quadcopter            | 4                         | Dronele cântăresc 6 kg, și pot să atingă viteza de 45 km/h. Sunt incluse și sistemul Dragon View, un sistem de control la sol, piese de schimb și echipament pentru sprijin la sol.                                                                                                   |
| Quantum-Systems Vector    |                     | Germania                   | Aeronavă fără pilot   | 0/22 (sisteme)            | Pentru contractul "sistem Mini UAS clasa I - aripă fixă" semnat pe 14 mai 2024. |

## Forțele Aeriene Române
| Model                      | Imagine                    | Origine                    | Tip                                                | Variante                   | Cantitate                          | Detalii |
| Aeronave de luptă multirol | Aeronave de luptă multirol | Aeronave de luptă multirol | Aeronave de luptă multirol                         | Aeronave de luptă multirol | Aeronave de luptă multirol         | Aeronave de luptă multirol |
| -------------------------- | -------------------------- | -------------------------- | -------------------------------------------------- | -------------------------- | ---------------------------------- | --- |
| F-16                       |                            | Statele Unite ale Americii | Avion de luptă multirol                            | F-16 AM/BM block 15 MLU    | 35/67                              | Achiziționate din Portugalia Încă 32 de avioane au fost cumpărate de la Forțele Aeriene Norvegiene. Acestea vor fi preluate până la finalul anului 2024.                                                                            |
| F-35 Lightning II          |                            | Statele Unite ale Americii | Avion stealth multirol de lupta de generația a 5-a | F-35A                      | 0/32                               | Prima escadrilă de F-35 a României, după 2030. Contractul a fost semnat în anul 2024. |
| Transport și cercetare     |                            |                            |                                                    |                            |                                    | |
| An-26                      |                            | Uniunea Sovietică          | Avion de transport/ Cargo                          | An-26                      | 1                                  | |
| An-30                      |                            | Uniunea Sovietică          | Avion de cercetare                                 | An-30                      | 2                                  | Cartografiere aeriană pentru tratatul „Cer Deschis”. |
| C-27J                      |                            | Italia                     | Avion de transport/Cargo                           | C-27J                      | 7                                  | Este destinat să execute misiuni tactice, în operații de menținere a păcii și umanitare asigurând transportul aerian direct în teatru, ziua și noaptea.                                                                             |
| C-130                      |                            | Statele Unite ale Americii | Avion de transport/Cargo                           | C-130BC-130H               | 8                                  | Destinat susținerii tactice a trupelor prin executarea de misiuni de suport logistic, desant aerian și evacuare medicală. Unul este folosit pentru piese de schimb.                                                                 |
| C-17 Globemaster III       |                            | Statele Unite ale Americii | Avion de transport/Cargo                           |                            | 3 (în cadrul programului SAC NATO) | Programul Strategic Airlift Capability include 12 țări — Bulgaria, Estonia, Ungaria, Lituania, Țările de Jos, Norvegia, Polonia, România, Slovenia, Statele Unite, Finlanda și Suedia.                                              |
| Antrenament                |                            |                            |                                                    |                            |                                    | |
| IAR 99                     |                            | România                    | Avion de antrenament                               | IAR 99 IAR 99C             | 10                                 | Versiunea modernizată IAR 99 Șoim este echipată cu un sistem de avionică foarte similar cu cel de pe MiG-21 Lancer. |
| Iak-52                     |                            | România                    | Avion de antrenament                               | Iak-52W/TW                 | 14                                 | Licență Iak-52, constructor Întreprinderea de Avioane Bacău (în prezent Aerostar) |
| Elicoptere                 |                            |                            |                                                    |                            |                                    | |
| IAR 316                    |                            | România                    | Elicopter de antrenament                           | IAR-316                    | 7                                  | O escadrilă a rămas operațională cu unitatea de antrenament la Boboc |
| IAR 330                    |                            | România                    | Elicopter utilitar                                 | IAR 330L/M Puma            | 35                                 | Construit sub licență, cu numele IAR-330 Puma |
| IAR 330 Puma SOCAT         |                            | România                    | Elicopter de atac                                  | IAR 330 SOCAT              | 22                                 | Elicoptere IAR-330 "Puma" modernizate în varianta SOCAT, variantă ce include un nou sistem de armament si avionică |
| Aeronave fără pilot        |                            |                            |                                                    |                            |                                    | |
| RQ-4 Global Hawk           |                            | Statele Unite ale Americii | Aeronavă de supraveghere fără pilot                | Block 40                   | 5 (în cadrul programului AGS NATO) | Ultima dronă livrată pe 12 noiembrie 2020. Capacitatea operațională inițială a fost atinsă în februarie 2021. |
| Watchkeeper X              |                            | Israel · România           | Aeronavă fără pilot                                |                            | 0/21                               | A fost semnat acordul-cadru de furnizare a produsului „Sistem UAS tactic-operativ clasa II”, a anunțat Ministerul Apărării Naționale care, prin C.N. Romtehnica S.A., a semnat contractul cu compania Elbit Systems Ltd din Israel. |

### Apărare antiaeriană
| Model                 | Imagine         | Origine                              | Tip                                      | Variante               | Cantitate       | Detalii |
| Rachete sol-aer       | Rachete sol-aer | Rachete sol-aer                      | Rachete sol-aer                          | Rachete sol-aer        | Rachete sol-aer | Rachete sol-aer |
| --------------------- | --------------- | ------------------------------------ | ---------------------------------------- | ---------------------- | --------------- | --- |
| MIM-23                |                 | Statele Unite ale Americii           | Rachetă sol-aer                          | Hawk XXI               | 8 baterii       | Aproximativ 150 de rachete în stoc. Sistemele au fost modernizate la configurația HAWK XXI în 2018.                                                                      |
| MIM-104 Patriot       |                 | Statele Unite ale Americii           | Rachetă sol-aer cu rază lungă de acțiune |                        | 4 baterii       | Achiziția constă în 7 baterii de rachete a câte 4 lansatoare pe baterie + radare și alte echipamente tehnice. Din totalul de 7 sisteme, 4 vor fi pentru Forțele Aeriene. |
| Artilerie antiaeriană |                 |                                      |                                          |                        |                 | |
| S-60                  |                 | Uniunea Sovietică                    | Tun antiaerian 57 mm                     | CRT 1RL-35M1           | 250             | Va fi înlocuit cu sistemul SHORAD. Încă folosit la antrenamente (2010).                                                                                                  |
| Radare                |                 |                                      |                                          |                        |                 | |
| AN/FPS-117            |                 | Statele Unite ale Americii           | Radar                                    | AN/FPS-117E (T) TPS-77 | 5 5             | Radar cu căutare tridimensională; AN/FPS-117E în serviciu din 1998 |
| P-18 radar            |                 | Uniunea Sovietică                    | Radar                                    | P-18                   |                 | Radar cu căutare bidimensională; în serviciu din 1977; montat pe șasiuri Ural-375D                                                                                       |
| P-37 Bar Lock         |                 | Uniunea Sovietică                    | Radar                                    | P-37 Bar Lock          |                 | Radar 2D, banda E / banda F; în serviciu din 1975 |
| TPS-79                |                 | Statele Unite ale Americii · România | Radar                                    | TPS-79(R)              | 19              | Radar cu căutare tridimensională. în serviciu din 2004. |
| PRV-13                |                 | Uniunea Sovietică                    | Radioaltimetru terestru                  | PRV-13                 |                 | În serviciu din 1978 |
| Vehicule de sprijin   |                 |                                      |                                          |                        |                 | |
| DAF                   |                 | Țările de Jos                        | Camion 4×4                               | YA-4440YA-4442         |                 | Folosit cu MIM-23. |
| HEMTT                 |                 | Statele Unite ale Americii           | Camion 8×8                               | M983                   |                 | Folosit cu MIM-104 Patriot. |
| ROMAN                 |                 | România                              | Camion 4×4                               | 14.206 FAEG            |                 | Folosit cu TPS-79. |
| Mercedes-Benz         |                 | Germania                             | Camion 4×4                               | Arocs                  |                 | Folosit cu TPS-77. |

## Forțele Navale Române

### Flota maritimă
| Clasă                                      | Imagine                 | Tip                        | Nave                                                                                                  | Origine                 | Mandatată               | Note |
| Fregate (3 în serviciu)                    | Fregate (3 în serviciu) | Fregate (3 în serviciu)    | Fregate (3 în serviciu)                                                                               | Fregate (3 în serviciu) | Fregate (3 în serviciu) | Fregate (3 în serviciu) |
| ------------------------------------------ | ----------------------- | -------------------------- | --- | ----------------------- | ----------------------- | --- |
| Tip 22                                     |                         | Fregate multirol           | F221 Regele Ferdinand F222 Regina Maria                                                               | Regatul Unit            | 2004 2005               | Fregatele sunt în prezent în faza a doua a programului de modernizare.                                                                       |
| Mărășești                                  |                         | Fregate multirol           | F111 Mărășești                                                                                        | România                 | 1992                    | |
| Submarine (1 )                             |                         |                            | |                         |                         | |
| Kilo                                       |                         | Submarin Convențional      | S-521 Delfinul                                                                                        | România                 | 1985                    | |
| Corvete (4 în serviciu)                    |                         |                            | |                         |                         | |
| Tetal-I                                    |                         | Corvete multirol           | Cvt 263 Vice-Amiral Eugeniu Roșca Cvt 260 Amiral Petre Bărbuneanu                                     | România                 | 1987 1983               | |
| Tetal-II                                   |                         | Corvete multirol           | Cvt 264 Contraamiral Eustațiu Sebastian Cvt 265 Contraamiral Horia Macellariu                         | România                 | 1988 1989               | |
| Nave purtătoare de rachete (3 în serviciu) |                         |                            | |                         |                         | |
| Zborul                                     |                         | Nave purtătoare de rachete | NPR 188 Zborul NPR 189 Pescărușul NPR 190 Lăstunul                                                    | Uniunea Sovietică       | 1989 1989 1991          | |
| Vedetele torpiloare (3 în serviciu)        |                         |                            | |                         |                         | |
| Epitrop                                    |                         | Vedete torpiloare mari     | VTM 202 Smeul VTM 204 Vijelia VTM 209 Vulcanul                                                        | România                 |                         | Bazate pe clasa sovietica de vedete purtătoare de rachete Osa.                                                                               |
| Nave minare/deminare (5 în serviciu)       |                         |                            | |                         |                         | |
| Musca                                      |                         | Dragoare de mine           | DM-24 Lt. Remus Lepri DM-25 Lt. Lupu Dinescu DM-29 Lt. Dimitrie Nicolescu DM-30 Slt. Alexandru Axente | România                 | 1986 1989 1989          | |
| Sandown                                    |                         | Vânătoare de mine          | M270 Sublocotenent Ion Ghiculescu M271 Căpitan Constantin Dumitrescu                                  | Regatul Unit            | 2023 2025               | Fosta navă HMS Blyth, transferată Marinei Române pe 27 September 2023. Fosta navă HMS Pembroke, transferată Marinei Române pe 4 August 2025. |
| Cosar                                      |                         | Puitor de mine             | PM-274 Vice-Amiral Constantin Bălescu                                                                 | România                 | 1981                    | |

### Flotila fluvială
| Clasa                              | Imagine                            | Tip                                | Nave | Origine                            | Mandatată                          | Note                                                                                           |
| Monitoare fluviale (3 in serviciu) | Monitoare fluviale (3 in serviciu) | Monitoare fluviale (3 in serviciu) | Monitoare fluviale (3 in serviciu) | Monitoare fluviale (3 in serviciu) | Monitoare fluviale (3 in serviciu) | Monitoare fluviale (3 in serviciu)                                                             |
| ---------------------------------- | ---------------------------------- | ---------------------------------- | --- | ---------------------------------- | ---------------------------------- | ---------------------------------------------------------------------------------------------- |
| Mihail Kogălniceanu                |                                    | Monitoare fluviale                 | M45 Mihail Kogălniceanu M46 Ion C. Brătianu M47 Lascăr Catargiu | România                            | 1993 1994 1996                     |                                                                                                |
| Vedete blindate (5 in serviciu)    |                                    |                                    | |                                    |                                    |                                                                                                |
| Smârdan                            |                                    | Vedete blindate fluviale           | VBF 176 Rahova VBF 177 Opanez VBF 178 Smârdan VBF 179 Posada VBF 180 Rovine | România                            | 1987 1989 1990 1993                |                                                                                                |
| Nave de patrulare (12 in serviciu) |                                    |                                    | |                                    |                                    |                                                                                                |
| VD 141                             |                                    | Vedete dragoare                    | VD 142 Lt. Alexandru Cristodorescu VD 143 Lt. Cdor. Alexandru Băluș VD 147 Lt. Cdor. Constantin Constantinescu VD 148 Lt. Constantin Beiu VD 149 Lt. Paul Apostolescu VD 150 Lt. Cdor. Nicolae Filip VD 151 Lt. Aurel Cornățeanu VD 154 Slt. Marin Dumitrescu VD 157 Cpt. Tiberiu Sîrbu VD 159 Asp. Cristian Zlatian VD 163 Lt. Mircea Metz VD 165 Lt. Ion Alexandrescu | România                            | 1980                               | Organizate în două secții, una bazată la Brăila și una la Tulcea.                              |
| ESM12                              |                                    | Șalupă fluvială                    | 522 Eugeniu Botez 102 Constantin Ciuchi 103 Dimitrie Știubei | România                            | 2022 2024 2025                     | Navă de intervenție rapidă intervention pentru pușcașii marini, scafandrii și specialiști EOD. |

### Nave auxiliare
| Clasa          | Imagine        | Tip                            | Nave                                | Origine                    | Mandatată      | Note |
| Nave auxiliare | Nave auxiliare | Nave auxiliare                 | Nave auxiliare                      | Nave auxiliare             | Nave auxiliare | Nave auxiliare |
| -------------- | -------------- | ------------------------------ | ----------------------------------- | -------------------------- | -------------- | --- |
| Egreta         |                | Navă de comandament            | Egreta                              | România                    | 1985           | |
| Luceafărul     |                | Navă de comandament            | Luceafărul                          | România                    | 1976           | |
| Fortuna        |                | Navă de protocol               | Fortuna                             | România                    | 1941           | |
| Siret          |                | Navă de protocol               | Siret                               | România                    | 1971           | |
| Gorch Fock     |                | Navă-Școală                    | Mircea                              | Germania                   | 1938           | |
| Grigore Antipa |                | Navă pentru cercetări maritime | Grigore Antipa                      | România                    | 1980           | Folosită ca navă pentru scafandri. Modernizată în 2023.                                                                    |
| Croitor        |                | Navă de sprijin logistic       | NL-281 Constanța NL-283 Midia       | România                    | 1979           | Constanța este alocată ca sprijin logistic pentru fregate iar Midia este folosită ca navă de antrenament pentru scafandri. |
| Venus          |                | Navă Rapidă De Scafandri       | Venus                               | România                    | N/A            | |
| Proiect 1395   |                | Nava hidrografică maritimă     | NMH Cpt. cdor. Alexandru Cătuneanu  | România                    | 1993           | |
| Proiect 1395   |                | Remorcher Maritim De Salvare   | Grozavul                            | România                    | 1993           | |
| Proiect MM353A |                | Remorcher Maritim De Salvare   | RM 101 Viteazul                     | România                    | 1993           | |
| Stan Tug 1606  |                | Remorcher Maritim              | Vârtosul Voinicul Vânjosul          | România                    | 2016           | |
| Proiect 1407   |                | Tanc Maritim De Motorină       | TMM-531                             | România                    | N/A            | |
| Proiect 406/3  |                | Tanc Maritim De Motorină       | TMM-532                             | România                    | 1992           | |
| Lupeni         |                | Remorcher fluvial              | RF301 RF302 RF303 RF310 RF327 RF328 | România                    | N/A            | |
| C417           |                | Ceam fluvial                   | C417                                | România                    | N/A            | |
| Drone          |                |                                |                                     |                            |                | |
| REMUS          |                | Dronă subacvatică              | Necunoscut                          | Statele Unite ale Americii | 2023           | [ 111 ] |
| SeaFox         |                | Dronă subacvatică              | Necunoscut                          | Germania                   | 2023           | [ 111 ] |
| Squalus        |                | Dronă navală                   | Necunoscut                          | România                    | N/A            | Produse de Autonomous Flight Technologies. Dezvoltate împreună cu Academia Navală „Mircea cel Bătrân”.                     |
| Defender       |                | Dronă subacvatică              | Necunoscut                          | Statele Unite ale Americii | N/A            | VideoRay Mission Specialist Defender.                                                                                      |

### Baterii de coastă
| Model       | Imagine | Origine           | Tip                                           | Variantă | Cantitate | Detalii                                                                                         |
| ----------- | ------- | ----------------- | --------------------------------------------- | -------- | --------- | ----------------------------------------------------------------------------------------------- |
| 4K51 Rubezh |         | Uniunea Sovietică | Instalații mobile de lansare rachete antinavă |          | 4         | Vehicul ce poate să se deplaseze pe uscat aruncând rachete de pe uscat spre țintele de pe mare. |
| NSM         |         | Norvegia          | Instalații mobile de lansare rachete antinavă |          | 0/4       | Contractul este semnat din 2021. Livrările vor începe din trimestru patru al anului 2024.       |

### Aviație navală
| Model              | Imagine | Origine          | Tip                | Variantă | Cantitate | Detalii |
| ------------------ | ------- | ---------------- | ------------------ | -------- | --------- | --- |
| Airbus Helicopters |         | Franța · România | Elicopter utilitar | H215M    | 0/2       | România a achiziționat două elicoptere cu capabilităti de luptă la suprafață sau "Anti-surface warfare" (ASuW). Valoarea estimată a contractului este de 150 milioane de euro.           |
| IAR 330 PUMA       |         | România          | Elicopter maritim  | NAVAL    | 3         | Include programul SOCAT; IAR 330 Puma Naval este modificat pentru a putea efectua operațiuni pe mare, putând ateriza pe nave. Elicopterul deține și capabilității de luptă antisubmarin. |

## Achiziții viitoare
Acestea sunt cereri, prototipuri și arme în curs de dezvoltare / testare care ar putea intra în dotarea Armatei Romane.
| Model                    | Imagine      | Origine                              | Tip                           | Variante | Cantitate    | Detalii |
| ------------------------ | ------------ | ------------------------------------ | ----------------------------- | -------- | ------------ | --- |
| European Patrol Corvette |              | Uniunea Europeană                    | Corvetă multifuncțională      |          | 4            | România este parte a programului european din cadrul PESCO pentru dezvoltarea unui model european de corvetă multifuncțională din Iunie 2023. |
| Nave de patrulare        | (ilustrativ) | România                              | Nave de patrulare             |          | 3            | Navele de patrulare vor fi echipate cu sisteme americane: Combat Management System, sistem de rachete anti-navă, radare, sonare și alte tipuri de armament, la nivelul unor corvete. Cele două nave ar trebui să înlocuiască cele două corvete din clasa Tetal-I și vor fi construite în țară. |
| AS21                     |              | Coreea de Sud                        | Mașină de luptă a infanteriei |          | 298          | România este interesată să achiziționeze 298 mașini de luptă ale infanteriei. |
| ASCOD 2                  |              | Spania Austria                       | Mașină de luptă a infanteriei |          | 298          | România este interesată să achiziționeze 298 mașini de luptă ale infanteriei. |
| Lynx                     |              | Germania                             | Mașină de luptă a infanteriei |          | 298          | România este interesată să achiziționeze 298 mașini de luptă ale infanteriei. |
| Scorpène                 |              | Franța                               | Submarin                      |          | 2            | Obiectivele Forțelor Navale pentru anul 2023 sunt structurate pe trei direcții: dezvoltarea programelor de reparații, modernizare și înzestrare; executarea, în condiții de siguranță, a misiunilor și sarcinilor primite; îmbunătățirea condițiilor de învățământ, instruire și trai ale personalului militar și civil. „Alături de Programul SIML (Sistem de instalații mobile de lansare rachete antinavă), pe termen scurt, Forțele Navale Române acordă o importanță deosebită inițierii programului „Submarin împotriva amenințărilor de suprafață și subacvatice” și achiziționării de nave vânătoare de mine, nave de intervenție pentru scafandri, vehicule amfibii de asalt și de elicoptere cu capabilități de luptă la suprafață. Până la finalizarea acestor programe, continuăm programele de reparații capitale și de modernizare ale platformelor navale aflate în serviciu, pentru a ne îndeplini obiectivele. |
| SPYDER                   |              | Israel                               | Rachetă sol-aer               |          | 41 (sisteme) | Sistemul Rafael Spyder este oferit în cadrul contractului SHORAD-VSHORAD lansat în 2023. |
| Cuda                     | –            | România · Statele Unite ale Americii | Quadcopter                    |          | –            | Dronele sunt dezvoltate și produse de Carfil și Periscope Aviation. |
| Sirin                    | –            | România · Statele Unite ale Americii | Quadcopter                    |          | –            | Dronele sunt dezvoltate și produse de Carfil și Periscope Aviation. |
| Spectre                  | –            | România · Statele Unite ale Americii | Dronă kamikaze FPV            |          | –            | Dronele sunt dezvoltate și produse de Carfil și Periscope Aviation. |
| Corvus                   | –            | România                              | Satelit                       |          | 1            | Dezvoltat de un consorțiu condus de Romanian InSpace Engineering (RISE). Va fi folosit de Comandamentul Comunicațiilor și Informaticii pentru a detecta și localiza sursele de interferență radio de pe teritoriul României. |

## Echipamente stocate
| Model  | Imagine | Tip                         | Origine           | Cantitate | Detalii |
| ------ | ------- | --------------------------- | ----------------- | --------- | --- |
| T-72   |         | Tanc principal de luptă     | Uniunea Sovietică | 30        | 28 tancuri (5 operationale, 23 necesită reparații) sunt de vânzare. |
| SU-100 |         | Tun antitanc autopropulsat  | Cehoslovacia      | 23-47     | |
| 2S1    |         | Obuzier autopropulsat 122mm | Uniunea Sovietică | 6         | În stoc din 2005 |
| Md. 89 |         | Obuzier autopropulsat 122mm | România           | 42        | Turelă 2S1 pe carcasă MLI-84. În stoc din 2005. |
| M 1993 |         | Obuzier de munte 98mm       | România           | 18        | Înlocuit cu mortierul M1982 120mm în 2004. |
| M82    |         | Obuzier de 130mm            | România           | 75        | 72 de piese de vânzare. Construit sub licență după obuzierul chinez Type 59-1, care la rândul său era o copie după obuzierul sovietic M-46. Romania a mai produs și obuzierul de munte de 76mm și un mortar de 120mm sub numele de M82. |
| ML-20  |         | Obuzier 152mm               | Uniunea Sovietică | 4         | |